# Шакотис

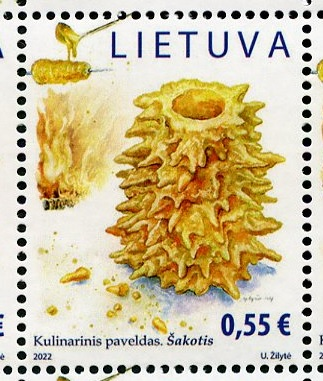
Шакотис на почтовой марке Литвы, 2022

Шакотис (лит. šakotis), сенкач (пол. sękacz), банкуха — традиционный литовский, польский и белорусский торт необычной формы из яичного теста, испечённый на открытом огне. Чаще свадебный. 
Название в переводе с литовского языка означат «ветвистый»; занесён в Литовский национальный фонд кулинарного наследия.
Тесто для шакотиса готовится с добавлением большого количества яиц — от 30 до 50 штук на 1 килограмм муки. Выпекают торт на деревянном вертеле, который по мере запекания обмакивают в тесто или поливают им, поворачивая над открытым огнём. Стекая, тесто принимает форму многочисленных «веточек».

## История
Рецепт торта появился во времена Речи Посполитой. Впервые рецепт приготовления шакотиса был опубликован в 1692 году в Германии в поваренной книге кондитера из города Киля. Существует и чисто германский вариант такого торта, известный как баумкухен, имеющий гладкую поверхность.

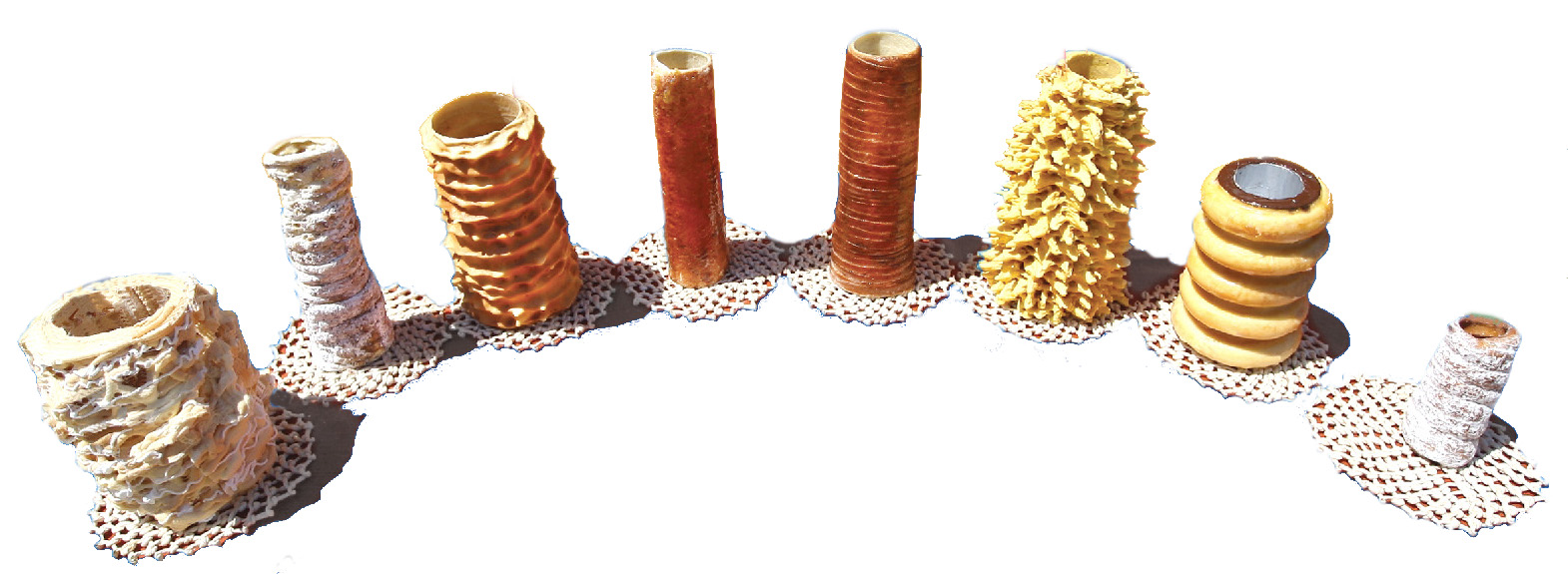
Разновидности кюртёшкалача: спеттекака, трдельник, баумкухен, шакотис
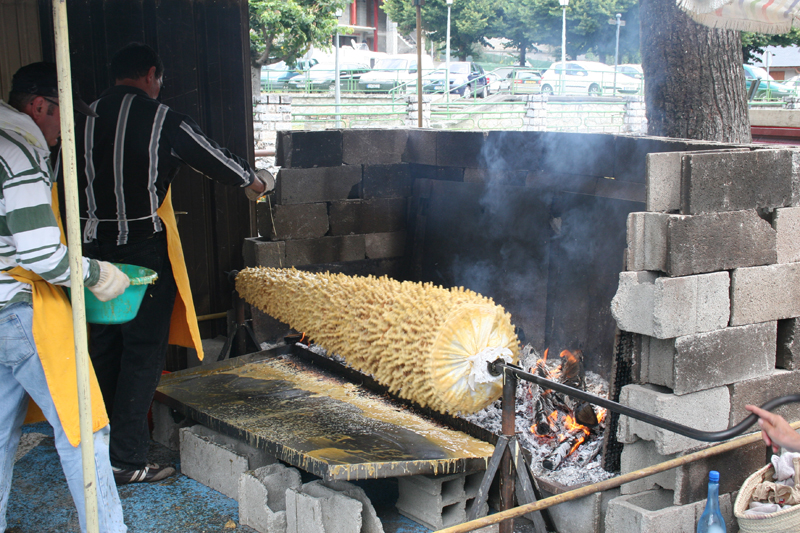
Приготовление шакотиса

Рекорды: в 2008 году литовские кондитеры испекли шакотис высотой 2 метра 30 сантиметров, на него ушло 1200 яиц.